# Rehearsal (Ulver)
Rehearsal – drugie demo norweskiego zespołu metalowego In the Woods..., wydane w 1994 roku. Muzykę zawartą na tym demie można określić jako atmosferyczny black metal. 

## Lista utworów
1. "Creation of an Ancient Spirit" - 7:50
2. "...And All This from Whithin" - 7:34
3. "Wotan's Return" - 6:39

## Twórcy
- Christian Botteri - gitara basowa, śpiew
- Christopher Botteri - gitara
- Anders Kobro - perkusja
- Oddvar Moi - gitara
- Jan Kennet Transeth - śpiew